# 128615 Jimharris
128615 Jimharris este o planetă minoră (asteroid) din centura de asteroizi. A fost descoperită pe 26 august 2004 la Catalina Station⁠(d) de Catalina Sky Survey. 
Obiectul prezintă o orbită caracterizată de o semiaxă mare de 2,2017619769427 UAi, o excentricitate de 0,16, o înclinație de 6,9 ° în raport cu ecliptica.